# Sandringham (Engeland)
Sandringham is een civil parish in het bestuurlijke gebied King's Lynn en West Norfolk, in het Engelse graafschap Norfolk met 437 inwoners.
Sandringham ontleent zijn bekendheid aan Sandringham House en het bijbehorende landgoed dat de Engelse koninklijke familie tot buitenhuis dient. 

## Geboren
- George VI (1895-1952), koning van het Verenigd Koninkrijk 1936-1952
- hertog Hendrik van Gloucester (1900-1974), lid Britse koninklijke familie
- Olaf V (1903-1991), koning van Noorwegen 1957-1991
- Diana Spencer (1961-1997), prinses van Wales